# 675
675 је била проста година.

## Догађаји
- Краља Хилдерика II убија група незадовољних Неустрианаца, заједно са његовом женом Биличилдом и петогодишњим сином Дагобертом, док је ловио у шуми Ливри (данашњи Логнес) у близини Шела.
- Теудерик III поново преузима престо свог старијег брата Хилдерика II. Наслеђује франачке краљевине Неустрију и Бургундију.
- Хлодвига III, ванбрачног сина Хлотара III, аустразијски племићи проглашавају краљем Аустразије.
- 5. јануар – У Јапану је први пут подигнута платформа за посматрање звезда за астрологе.
- 14. март – Принцеза Точи и принцеза Абе од Јапана иду у Исе Јингу.
- 16. март – Цар Тенму декретом укида кметство. Он такође наређује да се прекине давање земље принчевима и министрима и храмовима.
- 8. мај – Тенму издаје декрет о расподели пореза на пиринач за сиромашне сељаке, као и декрет којим се регулише риболов и лов и наређује да се обустави једење меса говеда, коња, паса, мајмуна и живине у штали, забрана која траје до 1872. Неки јапански министри који се противе Тенму протерани су на изоловано острво.
- 16. септембар – Тајфун погодио Јапан.
- Тервел, владар (каган) бугарског царства († 721.)